# Francis E. Warren
Francis E. Warren (Hinsdale, 1844. június 20. – Washington, 1929. november 24.) az Amerikai Egyesült Államok szenátora (Wyoming, 1890–1893 és 1895–1929).